# Ronald Aylmer Fisher

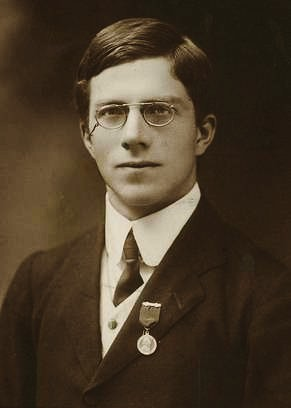
Ronald Fisher (1913)

Sir Ronald Aylmer Fisher (* 17. Februar 1890 in London, England; † 29. Juli 1962 in Adelaide, Australien) war ein britischer Statistiker, Genetiker, Evolutionstheoretiker und Eugeniker.

## Leben
Fisher wurde 1890 in London geboren. Er erlangte im Jahr 1912 an der Universität Cambridge einen B.A.-Abschluss in Mathematik.
Auf Fishers Initiative hin wurde im Mai 1911 die Cambridge University Eugenics Society gegründet, deren Vorsitzender und Sprecher Fisher wurde. Er befürwortete die Eugenik und vertrat eine Position, die teils als positive Eugenik bezeichnet wird, nach der obere Klassen Anreize für eine höhere Kinderzahl erhalten sollten; zugleich sollten Mitglieder anderer Klassen nicht davon abgehalten werden.
Seine Arbeiten über die Fehler in astronomischen Berechnungen zusammen mit seinem Interesse an der Genetik führten zu seinen Arbeiten in der Statistik. Ab 1919 arbeitete er an der Rothamsted Experimental Station. Im Jahre 1933 wurde er Professor für Eugenik am University College London, und von dort wechselte er 1943 auf den Balfour-Lehrstuhl für Genetik in Cambridge.
Ronald Aylmer Fisher wurde 1934 in die American Academy of Arts and Sciences gewählt, 1941 in die American Philosophical Society und 1948 in die National Academy of Sciences.
Er erhielt zahlreiche Auszeichnungen für seine Arbeiten, z. B. 1938 die Royal Medal der Royal Society und 1930 den Weldon Memorial Prize. 1952 wurde er von Königin Elisabeth II. zum Ritter geschlagen. 1959 erhielt er die Darwin-Plakette. Im Jahr 1960 wurde er zum Mitglied der Leopoldina gewählt. Schon im Ruhestand, verbrachte er einige Zeit in Adelaide, Australien, wo er 1962 verstarb.

## Leistungen

### Beiträge zur Statistik
Fisher führte das Maximum-Likelihood-Prinzip und die Fisher-Information ein und auch das statistische Verfahren der Varianzanalyse (englisch analysis of variance, kurz: ANOVA) geht im Wesentlichen auf ihn zurück. Er lieferte bedeutende Beiträge zur statistischen Versuchsplanung und postulierte die schätztheoretischen Konzepte der Suffizienz und Verteilungsfreiheit (englisch ancillary statistic). Dies machte ihn zu einem der bedeutendsten Statistiker des 20. Jahrhunderts.
Sein Artikel On a distribution yielding the error functions of several well known statistics präsentiert Karl Pearsons Chi-Quadrat-Verteilung und die Studentsche t-Verteilung im selben wahrscheinlichkeitstheoretischen Rahmen wie die Normalverteilung und die nach ihm benannte F-Verteilung (F für Fisher). Fishers Buch Statistical methods for research workers beschreibt, wie diese Verteilungen benutzt werden können.
Mit The use of multiple measurements in taxonomic problems (1936) führte er die Fishersche Diskriminanzfunktion ein, welche die Grundlage zur Entwicklung der Diskriminanzanalyse darstellt.

### Beiträge zur Evolutionstheorie
In seinem 1930 erschienenen Buch Genetical Theory of Natural Selection baute er auf dem Werk Charles Darwins auf. Er erhielt Unterstützung für das Buch durch Leonard Darwin, Charles Darwins Sohn. Fisher stellte in seinem Buch dar, wie innerhalb der sexuellen Selektion eine sexuelle Präferenz für ein bestimmtes Merkmal, selbst wenn sie nur einem Teil der Population eigen ist, einen verstärkten Selektionsdruck auf dieses Merkmal erzeugt, der über den Selektionsdruck der natürlichen Selektion hinausgeht. Er bezeichnete dies als Selbstläuferprozess (runaway process, runaway selection). In den letzten Kapiteln des Buches legte er zudem eine Hypothese zu einem Zusammenhang zwischen dem Niedergang von Zivilisationen und einer verringerten Fertilität der oberen Gesellschaftsklassen dar.

## Rezeption

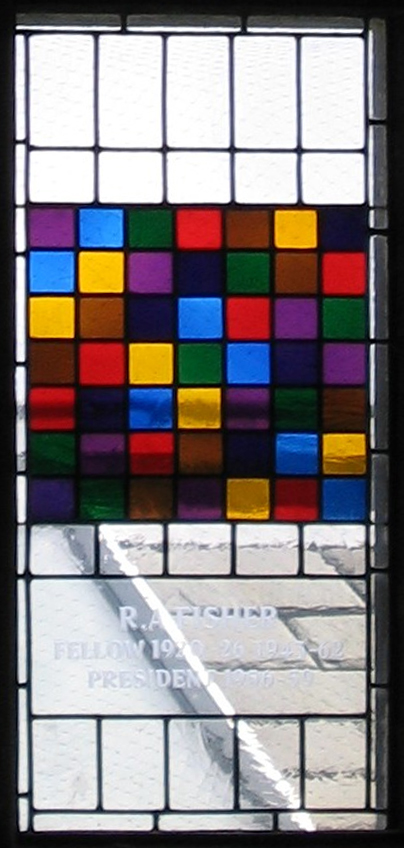
Das 1989 im Gedenken errichtete „Fisher-Fenster“ am Gonville and Caius College der University of Cambridge (Darstellung eines lateinischen Quadrats). Das Fenster wurde 2020 entfernt.

Zahlreiche Verfahren und theoretische Ansätze, sowohl in der Statistik als auch in der Biologie, sind nach Ronald Fisher benannt, wie das Behrens-Fisher-Problem, Fisher-Gleichung, Exakter Test nach Fisher, Fisher-Tippett-Verteilung, Cornish-Fisher-Methode, Fisher’sche Diskriminanzfunktion, Fisher-Information, F-Verteilung und der daraus abgeleitete F-Test oder das Fisher-Yates-Verfahren zur Generierung zufälliger Permutationen.
Der britische Biologe Richard Dawkins bezeichnet Ronald Aylmer Fisher als „Darwins größter Nachfolger des 20. Jahrhunderts.“ Der Statistikhistoriker Anders Hald schreibt: „Fisher war ein Genie, das fast im Alleingang die Grundlagen für die moderne Statistik schuf.“

## Populärkultur
Die Rockband Fischer-Z nannte sich nach Fishers Z.

## Schriften

### Bücher
- Statistical methods for research workers. Oliver & Boyd, Edinburgh 1925.
- The Genetical Theory of Natural Selection. Clarendon, Oxford 1930.

Als Reprint sind beide Bände zusammen in einem Band erschienen:
- Statistical methods, experimental design, and scientific inference: a re-issue of statistical methods for research workers, the design of experiments, and statistical methods and scientific inference, Oxford Univ. Press, Oxford 2003, ISBN 0-19-852229-0.

- The design of experiments. Oliver & Boyd, Edinburgh 1935.
- mit Frank Yates: Statistical tables for biological, agricultural and medical research. Oliver & Boyd, London 1938.
- The theory of inbreeding. Oliver & Boyd, Edinburgh 1949.
- Contributions to mathematical statistics. Wiley, New York 1950.
- Statistical methods and statistical inference. Oliver & Boyd, Edinburgh 1956.
- Smoking. The Cancer Controversy. Oliver & Boyd, Edinburgh 1959.

### Artikel (Auswahl)
- Some Hopes of a Eugenist, Eugenic Review 5: 309–315, 1914, PMC 2986993 (freier Volltext).
- Frequency distribution of the values of the correlation coefficient in samples from an indefinitely large population, Biometrika 10: 507–521, 1915, doi:10.1093/biomet/10.4.507.
- The correlation between relatives on the supposition of Mendelian inheritance, Trans. Roy. Soc. Edinb. 52: 399–433, 191,8 doi:10.1017/S0080456800012163 (In diesem Artikel wird der Begriff Varianz erstmals in die Statistik und Wahrscheinlichkeitstheorie eingeführt.).
- On the mathematical foundations of theoretical statistics, Philosophical Transactions of the Royal Society A 222: 309–368, 1922, doi:10.1098/rsta.1922.0009.
- The goodness of fit of regression formulae, and the  distribution of regression coefficients. In: Journal of the Royal Statistical Society. Band 85, Nr. 4, 1922, S. 597–612, JSTOR:2341124.
- On the dominance ratio, Proc. Roy. Soc. Edinb. 42: 321–341, 1922, doi:10.1017/S0370164600023993.
- On a distribution yielding the error functions of several well known statistics, Proc. Int. Cong. Math., Toronto, 2: 805–813, 1924.
- Theory of statistical estimation, Proceedings of the Cambridge Philosophical Society 22: 700–725, 1925, doi:10.1017/S0305004100009580.
- Applications of Student's distribution, Metron 5: 90–104, 1925.
- The arrangement of field experiments, J. Min. Agric. G. Br. 33: 503–513, 1926.
- The general sampling distribution of the multiple correlation coefficient. In: Proceedings of Royal Society A. Band 121, 1928, S. 654–673, doi:10.1098/rspa.1928.0224.
- Moments and Product Moments of Sampling Distributions. In: Proceedings of the London Mathematical Society, Series 2. Band 30, 1929.
- Two new properties of mathematical likelihood, Proceedings of Royal Society A 144: 285–307, 1934, doi:10.1098/rspa.1934.0050.
- The use of multiple measurements in taxonomic problems in Annals of Eugenics 7: 179–188, 1936, doi:10.1111/j.1469-1809.1936.tb02137.x.